# عبد الرحمن البراك
عبد الرحمن البرَّاك (ولد 1352 هـ / 1930 م) هو عالم دين سعودي وعضو هيئة التدريس بجامعة الإمام محمد بن سعود الإسلامية سابقًا.

## نشأته
ولد عبد الرحمن بن ناصر بن برَّاك بن إبراهيم البرَّاك، في بلدة البكيرية بمنطقة القصيم، سنة 1352هـ/ 1930م، وينحدر نسبه من بطن العُرَيْنات من قبيلة سُبَيْع.
توفي والده وهو في صغره، وتولت والدته تربيته. وفي التاسعة من عمره أصيب عبد الرحمن البرَّاك بمرض أذهب بصرَه.

## طلبه للعلم
حفظ البرّاك القرآن الكريم وهو يناهز الثانية عشرة من عمره، وقرأ على مقرئ البكيرية حينذاك عبد الرحمن بن سالم الكريديس. تلمذ أيضًا على الشيخ محمد بن مقبل المقبل قاضي البكيرية، والشيخ عبد العزيز بن عبد الله السبيِّل. سافر بعدها إلى مكة وقرأ فيها على الشيخ عبد الله بن محمد الخليفي إمام المسجد الحرام والتقى بالشيخ صالح بن حسين العراقي. ذهب البرّاك والعراقي معا عام 1369 هـ إلى الشيخ ابن باز ودرسا عنده لسنتين.
ثم التحق الشيخ بالمعهد العلمي في الرياض وبعدها دخل كلية الشريعة سنة 1378 هـ.

## محفوظاته
يحفظ الشيخ الكثير؛ فقد حفظ القرآن الكريم في سن صغير، كما حفظ كتاب بلوغ المرام وكتاب التوحيد والأصول الثلاثة ومتن الآجرومية وكشف الشبهات وقطر الندى وألفية ابن مالك وغيرها. كما قيل أنه يستطيع استحضار محفوظاته بسرعة، ولا يحصى كم مرة درس شرح العقيدة الطحاوية وزاد المستقنع لطلابه.

## الأعمال التي تولاها
تولى البرّاك العمل مدرساً في المعهد العلمي بالعاصمة الرياض لفترة ثلاث سنوات ابتداء من 1379هـ حتى 1381هـ. ثم انتقل بعد ذلك للتدريس بكلية الشريعة بالرياض. ثم افتتحت كلية أصول الدين فانتقل إليها للتدريس في قسم العقيدة بالكلية، وعمل فيها حتى تقاعد في عام 1420هـ.
وقد عرض عليه الشيخ عبد العزيز بن باز بعد تقاعده للعمل في دار الإفتاء فرفض ذلك، ولكن رضي البراك بعد إلحاح أن ينيبه على الإفتاء فقط في فترة الصيف حين ينتقل أعضاء الدار إلى الطائف. وبعد وفاة الشيخ عبد العزيز بن باز طلب منه مفتي المملكة الشيخ عبدالعزيز آل الشيخ أن يكون عضواً في دار الإفتاء فرفض ذلك، وانقطع للتدريس في مسجده. .

## فتاوى وآراء
أصدر البرّاك فتوى عن من يستبيح الاختلاط بين الجنسين، فقال:« ومن استحل هذا الاختلاط ـ وإن أدى إلى هذه المحرمات ـ فهو مستحل لهذه المحرمات، ومن استحلها فهو كافر، ومعنى ذلك أنه يصير مرتدا، فيُعرَّف وتقام الحجة عليه فإن رجع وإلا وجب قتله». اثارت الفتوى بعض الضجة بين منتقد ومؤيد. وبعد إصدار الفتوى قامت هيئة الاتصالات السعودية بحجب موقع البراك على شبكة الإنترنت لمدة 24 ساعة. وطالب علماء الأزهر في مصر البرّاك بالتراجع عن الفتوى. إلا أن مؤيديه يُفصِّلون في رأيه، ويذكرون أن البراك يُميِّز بين أنواع الاختلاط، حيث قال «الاختلاطُ الـمنكَرُ: هو الاختلاطُ الذي تكونُ معه الخلوةُ أو يكونُ معه التبرُّجُ والظهورُ أمامَ الأجانب، أمَّا مع المحافظةِ والاحتشامِ والبعدِ عن خلوةِ الرجلِ بغيرِ أهلِه بالمرأةِ الأجنبيةِ فلا مانعَ منه.»
و في فتوى أخرى انتقد البرّاك أقوال كاتبين من جريدة الرياض هما عبد الله العتيبي ويوسف أبا الخيل. وجائت الفتوى ردا على سؤال حول مقال كتبه أبا الخيل بعنوان «الآخر في ميزان الإسلام»، وآخر كتبه العتيبي بعنوان «إسلام النص وإسلام الصراع». وقال البرّاك «إن من نواقض الإسلام اعتقادَ أن أحداً يسعه الخروج عن شريعة محمد، فمن زعم أن اليهود والنصارى أو غيرهم أو طائفةً منهم لا يجب عليهم الإيمان بمحمدٍ، ولا يجب عليهم اتباعه، فهو كافرٌ وإن شهد ألا إله إلا الله وأن محمداً رسول الله».
وقد نفى الشيخ في إجابة نشرتها بعض وكالات الأنباء تكفير الكاتبين وبيَّن أنه إنما حكم على أقوالهما بالكفر، وبيَّن الفرق عند أهل العلم بين الحكم على الفعل والحكم على الفاعل.
ودعا البرّاك إلى طرد خالص الجلبي من السعودية وقال «ان الجلبى لم تستقدمه الدولة ليكون داعية لهذا الفكر المنحرف، بل للاستفادة من تخصصه في الطب، ولعل من تعاقد معه ابتداء لا يعرف حقيقة حاله، وكذلك وزراء الصحة الذين عاصرهم، من لم يعلم بحقيقة أمره فله عذره، ومن كان عالمًا فإنه يحمل وزر بقائه، والله من وراء الكل محيط».
كما أنه من بين الموقعين على رسالة بعنوان «نداء لأهل السنة في العراق وما يجب على الأمة من نصرتهم».
وفي أزمة وباء كورونا العالمية صدرت له فتوى يُخفِّفُ فيها على الأطباء والممرضين والعاملين في الحقل الطبي لأداء الصلاة، بعد سؤاله عن كيفيَّة الوضوء دون التمكن من خلع الملابس الواقية الخاصة بهم، فأجاب: «إنْ كانَ يغلبُ على الظَّنِّ الإصابة بالمرض عند خلعها: فإنَّه يُباحُ لهؤلاء الأطباء التَّيمُّم، وإنْ كانَ الأمرُ مجردَ خوفٍ: فلا يجوزُ لهم التَّيمُّم، بل يجبُ عليهم خلعُ الملابس والتَّطهُّر بالماء، وإنْ كانَ يتعذَّر عليهم التَّيمُّم: كذلك فحكمُهم حكمُ فاقد الطَّهورين المعروف عند الفقهاء، وهو أنَّه يُصلِّي بحسب حاله»

## أنظر أيضًا
- عبدالعزيز بن عبدالله بن باز
- محمد بن صالح العثيمين
- محمد ناصر الدين الألباني
- عبدالعزيز الراجحي
- عبدالمحسن العباد
- خالد المصلح

## وصلات خارجية
- الصفحة الرسمية للشيخ عبد الرحمن البرّاك في الفيس بوك  على فيسبوك.
- موقع الشيخ عبد الرحمن البرّاك
- مجموعة فتاوى الشيخ عبد الرحمن البرّاك